# Hypsugo vordermanni
Hypsugo vordermanni е вид бозайник от семейство Гладконоси прилепи (Vespertilionidae).

## Разпространение
Видът е разпространен в Бруней, Индонезия (Суматра) и Малайзия.